# Lutas nos Jogos Pan-Americanos de 1999
As competições de luta olímpica nos Jogos Pan-Americanos de 1999 foram realizadas em Winnipeg, no Canadá. Foram disputados eventos de luta livre e luta greco-romana. 

## Medalhistas
Livre masculina
| Evento              | Ouro                     | Prata                           | Bronze                        |
| ------------------- | ------------------------ | ------------------------------- | ----------------------------- |
| Até 54 kg detalhes  | Wilfredo García ( CUB )  | Paul Ragusa ( CAN )             | Eric Akin ( USA )             |
| Até 58 kg detalhes  | Guivi Sissaouri ( CAN )  | Eric Guerrero ( USA )           | Yoendri Albear Ferrer ( CUB ) |
| Até 63 kg detalhes  | Cary Kolat ( USA )       | Carlos Julian Ortíz ( CUB )     | Marty Calder ( CAN )          |
| Até 69 kg detalhes  | Lincoln McIlravy ( USA ) | Yosmany Sánchez ( CUB )         | Daniel Igali ( CAN )          |
| Até 76 kg detalhes  | Joe Williams ( USA )     | Romero Rodríguez ( CUB )        | Manuel Garcia ( PUR )         |
| Até 85 kg detalhes  | Les Gutches ( USA )      | Gary Holmes ( CAN )             | Yoel Romero Palacio ( CUB )   |
| Até 97 kg detalhes  | Dominic Black ( USA )    | Wilfredo Morales Suárez ( CUB ) | Dean Schmeichel ( CAN )       |
| Até 130 kg detalhes | Stephen Neal ( USA )     | Alexis Rodríguez ( CUB )        | Wayne Weathers ( CAN )        |

Greco-romana masculina
| Evento              | Ouro                        | Prata                   | Bronze                          |
| ------------------- | --------------------------- | ----------------------- | ------------------------------- |
| Até 54 kg detalhes  | Lázaro Rivas ( CUB )        | David Ochoa ( VEN )     | Steven Mays ( USA )             |
| Até 58 kg detalhes  | Dennis Hall ( USA )         | Roberto Monzón ( CUB )  | Sidney Guzman ( PER )           |
| Até 63 kg detalhes  | Juan Marén ( CUB )          | Enrique Cubs ( PER )    | Glenn Nieradka ( USA )          |
| Até 69 kg detalhes  | Liubal Colás Oris ( CUB )   | David Zuniga ( USA )    | Luis Izquierdo ( COL )          |
| Até 76 kg detalhes  | Matt Lindland ( USA )       | Filiberto Azcuy ( CUB ) | Rodolfo Hernández ( MEX )       |
| Até 85 kg detalhes  | Luis Enrique Méndez ( CUB ) | Quincey Clark ( USA )   | Eddy Enrique Bartolozzi ( VEN ) |
| Até 97 kg detalhes  | Reynaldo Peña ( CUB )       | Jason Klohs ( USA )     | Colbie Bell ( CAN )             |
| Até 130 kg detalhes | Héctor Milian ( CUB )       | Dremiel Byers ( USA )   | Rafael Barreno ( VEN )          |

## Quadro de medalhas
| Ordem | País               | Medalha de ouro | Medalha de prata | Medalha de bronze |    |
| ----- | ------------------ | --------------- | ---------------- | ----------------- | -- |
| 1     | USA Estados Unidos | 8               | 5                | 3                 | 16 |
| 2     | CUB Cuba           | 7               | 7                | 2                 | 16 |
| 3     | CAN Canadá         | 1               | 2                | 5                 | 8  |
| 4     | VEN Venezuela      |                 | 1                | 2                 | 3  |
| 5     | PER Peru           |                 | 1                | 1                 | 2  |
| 6     | COL Colômbia       |                 |                  | 1                 | 1  |
|       | MEX México         |                 |                  | 1                 | 1  |
|       | PUR Porto Rico     |                 |                  | 1                 | 1  |
| TOTAL | TOTAL              | 16              | 16               | 16                | 48 |

## Ligação externa
- Dados na foeldeak.com